# Jugador contra jugador
El término jugador contra jugador (JcJ, también usado PvP por sus siglas en inglés) es utilizado en los videojuegos de rol para designar una modalidad en la que dos o más jugadores se enfrentan entre ellos.
También existe el término jugador contra entorno o JcE (también usado PvE del inglés player versus environment). En esta modalidad la única interacción que existe entre los jugadores es la colaboración y todos los enfrentamientos se realizan contra los PNJ. Según estudios realizados por la empresa estadounidense de videojuegos Blizzard Entertainment (líder a nivel mundial en videojuegos de rol, como por ejemplo World of Warcraft) de un sondeo de casi 10 millones de jugadores alrededor del planeta, casi el 73 % dijo que prefería el JcJ frente al 27 % restante que optaba por el JcE.
Jugador contra jugador puede ser usado para describir cualquier juego o parte de un juego donde los jugadores compiten entre ellos. Esto puede incluir géneros de juegos completos, como disparos en primera persona o estrategia en tiempo real, o estar limitado a una parte determinada de un juego principalmente JcE. En muchos videojuegos, principalmente videojuegos de rol, también se usa el término PK (siglas en inglés de muerte a manos de un jugador) especialmente en los casos en los que el combate no es consensuado. Estos términos han sido adoptados en las discusiones referentes a los juegos de rol tradicionales con un significado aproximado.